# Lippertshofen (Neumarkt in der Oberpfalz)

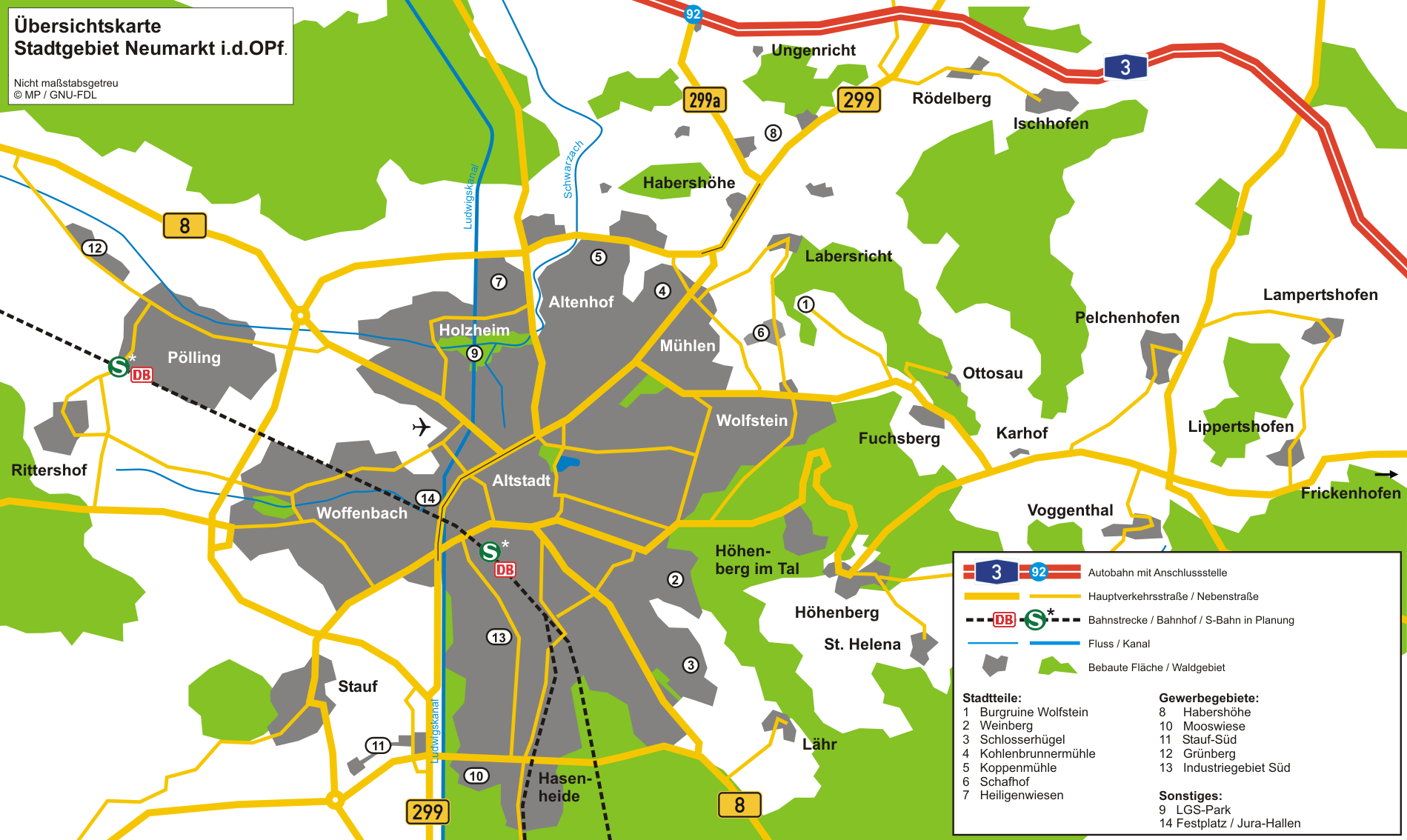
Stadtgebiet Neumarkt

Lippertshofen ist ein Gemeindeteil der Großen Kreisstadt Neumarkt in der Oberpfalz in Bayern.

## Lage
Das Kirchdorf liegt östlich des Hauptortes Neumarkt in der Oberpfalz. Am südlichen Ortsrand verläuft die Staatsstraße 2240, westlich die Kreisstraße NM 25 und östlich die A 3. 

## Bauwerke

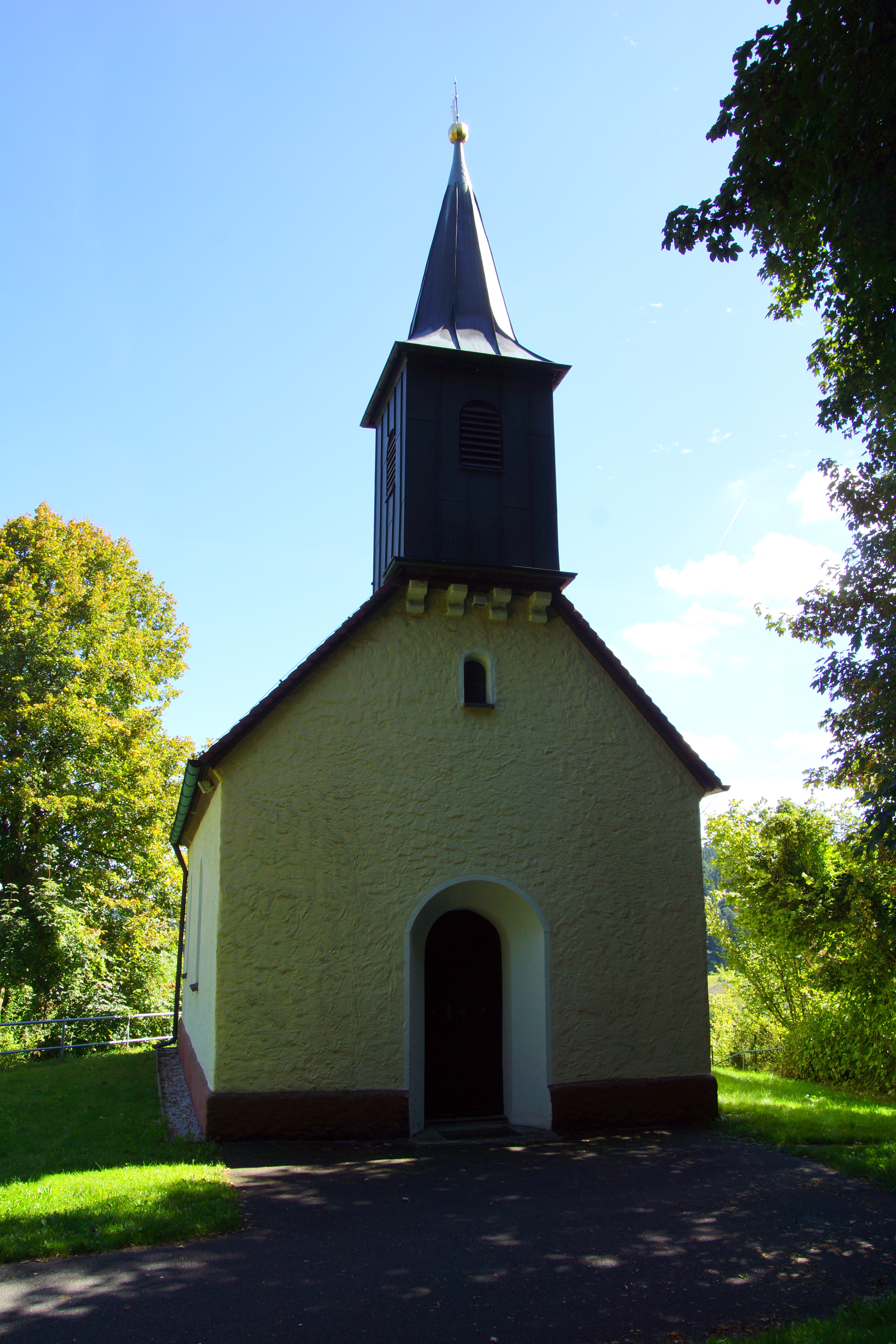
Kapelle St. Michael (2013)

In der Liste der Baudenkmäler in Neumarkt in der Oberpfalz sind für Lippertshofen zwei Baudenkmale aufgeführt:
- Die 1840 erbaute Kapelle St. Michael (Zur Kapelle 11) ist ein dreiseitig geschlossener Saalbau mit einem Giebeldachreiter auf Konsolen.
- Das aus der zweiten Hälfte des 19. Jahrhunderts stammende Bauernhaus (Zur Kapelle 5) ist ein zweigeschossiger und giebelständiger Satteldachbau mit Putzquaderungen.